# Wynn Everett
Wynn Everett (Atlanta, Georgia, 26 de octubre de 1978) es una actriz estadounidense.

## Carrera
Everett nació en Atlanta, Georgia, y creció en Dunwoody y Cumming, Georgia. Ha aparecido en algunas series de televisión como House of Lies, Supernatural, Grey's Anatomy, The Event, The Mentalist, Outlaw y el piloto de Bird Dog. En 2013, Everett fue elegida como protagonista femenina junto a Steve Zahn y Christian Slater en la serie dramática de la cadena ABC Mind Games. La serie fue cancelada después de cinco episodios. Más tarde fue elegida como protagonista en el piloto la serie Lumen. En 2015 interpretó a Whitney Frost en la serie Marvel's Agent Carter.

## Filmografía

### Cine
| Año  | Título                          | Rol                   | Notas |
| ---- | ------------------------------- | --------------------- | ----- |
| 2004 | Root.                           |                       | Corto |
| 2005 | End of the Spear                | Olive Fleming Liefeld |       |
| 2007 | Raving                          |                       | Corto |
| 2007 | Trainwreck: My Life as an Idiot | Vendedora             |       |
| 2007 | Charlie Wilson's War            | Receptionista         |       |
| 2008 | The Collective                  | Jessica               |       |
| 2008 | The Company Man                 | Esposa                | Corto |
| 2009 | The Maiden Heist                | Docente               |       |
| 2011 | Fashionista                     | Emily                 | Corto |
| 2012 | Backwards                       | Reba                  |       |
| 2018 | LAbyrinth                       | Megan Poole           |       |

### Televisión
| Year      | Title                          | Role                              | Notes                    |
| --------- | ------------------------------ | --------------------------------- | ------------------------ |
| 2005      | Hope & Faith                   | Grace                             |                          |
| 2006      | Law & Order: Criminal Intent   | Mala Marsden                      | "Slither"                |
| 2009      | CSI: Crime Scene Investigation | Hallie Donover                    | "One to Go"              |
| 2009      | Cold Case                      | Diane Drew                        | "The Brush Man"          |
| 2009      | The Mentalist                  | Lindsay                           | "Russet Potatoes"        |
| 2009      | Supernatural                   | Amelia Novak                      | "The Rapture"            |
| 2009      | Valentine                      | Summer Whalen                     | "Summer Nights"          |
| 2009      | In Plain Sight                 | Camille Ashmore / Camille Andrews | "Once a Ponzi Time"      |
| 2009      | Bones                          | Nicole DaFonte                    | "The Dwarf in the Dirt"  |
| 2010      | Drop Dead Diva                 | Lindsey Porter                    | "Back from the Dead"     |
| 2010      | Outlaw                         | Jessica Davis                     | "In Re: Jessica Davis"   |
| 2010      | Grey's Anatomy                 | Christy Cornell                   | "That's Me Trying"       |
| 2010      | The Event                      | Rachel                            |                          |
| 2011      | NCIS: Los Angeles              | Ariel Drewett                     | "Rocket Man"             |
| 2011      | Bird Dog                       |                                   | Piloto                   |
| 2012      | House of Lies                  | Suzanne Tyler                     | "Prologue and Aftermath" |
| 2013      | Vegas                          | Hazel                             | "Past Lives"             |
| 2012-2013 | The Newsroom                   | Tamara Hart                       |                          |
| 2014      | Mind Games                     | Claire Edwards                    |                          |
| 2016      | Agent Carter                   | Whitney Frost / Agnes Cully       |                          |
| 2016-2017 | This Is Us                     | Shelly                            |                          |
| 2017      | Avengers Assemble              | Whitney Frost (voz)               | "Why I Hate Halloween"   |